# بيدرو سيمون
بيدرو سيمون (بالبرتغالية: Pedro Simon‏) هو محامي وسياسي برازيلي، ولد في 31 يناير 1930 بكاكسياس دو سول في البرازيل. حزبياً، نشط في حزب الحركة الديمقراطية ‏. انتخب عضو مجلس الشيوخ من البرازيل.